# Fran Črnagoj
Fran Črnagoj, slovenski učitelj in narodni gospodarstvenik, * 27. januar 1865, Ljubljana, † 15. september 1926, Ljubljana.

## Življenje in delo
Po končanem učiteljišču v Ljubljani (1885) je služboval pri Sv. Gregorju  pri Ribnici, v Šmartnem pod Šmarno goro in od 1896 do 1924 v Ljubljani. Deloval je pri napredni učiteljski organizaciji, predvsem pri Učiteljski tiskarni in kot strokovnjak v sadjarstvu in vrtnarstvu skrbel za razvoj šolskih vrtov. Pisal pa je tudi članke zabavne, metodično-didaktične, vzgojne in organizacijske vsebine ter mladinske črtice in jih objavljal v Zvončku.